# Molí dels Frares (Sureda)
El Molí dels Frares és un vell molí medieval al sector sud-occidental del terme comunal de Sureda, de la comarca del Rosselló, a la Catalunya del Nord.
És a uns 25 metres de la confluència del Còrrec de la Tanyareda amb el Còrrec de l'Orri, al capdavall del contrafort del Puig Neulós on es trobava l'església de Santa Maria Magdalena de Veda. És al marge esquerre del Còrrec de la Font de l'Orri.
La resclosa, possiblement feta amb troncs de fusta, era al Còrrec de la Tanyareda, just abans del mesclant dels dos còrrecs. Es veu el traçat del rec que duia l'aigua al molí, amb trams excavats a la roca i d'altres terraplenats. L'edifici del molí era molt petit, amb un angle irregular a causa de la mateixa roca. Feia 5,15 x 3,60, a l'exterior, amb una alçada conservada de fins a 1,5 m en alguns llocs. Al sector meridional hi havia els elements mecànics del molí, el forat d'entrada de l'aigua, i la sortida cap al carcabà, amb un arc de mig punt, al costat est.
La construcció és de pedra seca, amb argila per a consolidar-la, amb blocs de granit petits i irregulars, però molt ben disposats, plans. A l'interior es veu l'arrencada d'una falsa volta, que cobria el petit edifici.
A uns 6 metres discorre la riera, i s'hi conserva el canal de desguàs des del carcabà. Pel conjunt conservat, es tracta d'un molí fariner medieval molt primitiu.
Des del lloc on es troba l'església de Santa Maria Magdalena de Veda, al camí de Sureda a Requesens, hi ha un camí que davalla en un pendent considerable fins al fons de la vall, on hi ha el Molí dels Frares. Segueix el Còrrec de la Tanyareda, pel seu marge dret, i és un camí sinuós, per vèncer el desnivell, estret, i que conserva en diversos indrets traces de l'obra medieval per a obrir-lo: talls a la roca, murs laterals de contenció, etc. A la part alta hi ha la Roca de la Passí (pronúncia rossellonesa per passió), tal vegada per la dificultat del camí. A la part baixa, ja prop del molí, hi ha el Pas de la Creu, entre els dos còrrecs que salva en aquell indret.